# Jalisco (Chiapas)
Jalisco es una localidad del estado mexicano de Chiapas. Es parte del municipio de Las Margaritas.

## Toponimia
El nombre «Jalisco» proviene de los términos en náhuatl xalli, arena; ixtli, superficie; co, lugar. Su significado es «en el arenal».

## Demografía
| Gráfica de evolución demográfica |
|                                  |

| Censo | Población |
| ----- | --------- |
| 1940  | 364       |
| 1950  | 402       |
| 1960  | 593       |
| 1970  | 653       |
| 1980  | 777       |
| 1990  | 1 186     |
| 2000  | 1 648     |
| 2010  | 1 915     |
| 2020  | 2 549     |